# Авит
Авит (Марк Мецилий Флавий Эпархий Авит; лат. Marcus Maecilius Flavius Eparchius Avitus) — римский император (Западная Римская империя) в 455—456 годах.
Галло-римский аристократ, он выступал против уменьшения Западной Римской империи до одной Италии, как в политическом, так и в административном отношении. По этой причине, будучи императором, он ввёл нескольких галльских сенаторов в имперскую администрацию; однако против этой политики выступили италийская аристократия и жители Рима, пострадавшие от разграбления города вандалами в 455 году.
Авит имел хорошие отношения с вестготами, в частности с их королём Теодорихом II, который был его другом и первым провозгласил Авита императором. Однако возможность союза между вестготами и римлянами исчезла, когда Теодорих по воле Авита вторгся в Испанию, что сделало его неспособным помочь императору против восставших римских полководцев, которые свергли императора.

## Биография

### Происхождение и начало карьеры
Авит родился в Августонемете в богатой галльской семье. Его отцом был, вероятно, Флавий Юлий Агрикола, консул 421 года. У Авита было два сына: Агрикола, иллюстрий, и Экдиций Авит (патриций и военный магистр при императоре Юлии Непоте) и дочь Папианилла; она вышла замуж за Сидония Аполлинария, чьи письма и панегирики остаются важным источником о жизни и времени Авита.
Авит прошёл курс обучения, типичный для молодого человека его ранга, включая юриспруденцию. До 421 года он был отправлен к могущественному патрицию Флавию Констанцию (кратковременному соправителю Гонория), чтобы попросить его о снижении налогов для своей родины; это посольство было успешным. Его родственник, Феодор, был заложником при дворе короля вестготов Теодориха I. В 425/426 Авит отправился в Толозу и встретил его и короля, который позволил Авиту присоединиться ко двору. Здесь, около 439 года, Авит познакомился с сыном Теодориха I Теодорихом II, который позже стал королём. Авит вдохновил юного Теодориха на изучение латинских поэтов.
Затем он начал военную карьеру и служил под началом военного магистра Аэция в его кампании против ютунгов и нориков (430—431) и против бургундов (436). В 437 году, после возведения в статус иллюстрия, он вернулся в Арвернию, где занял высокий пост, предположительно военного магистра Галлии. В том же году он победил группу гуннских грабителей под Августонеметом и обязал Теодориха снять осаду Нарбонна. В 439 году он стал преторианским префектом Галлии и возобновил договор о дружбе с вестготами.
Незадолго до лета 440 года он ушел на покой в своё поместье Авитак, недалеко от Августонемет. Здесь он жил до 451 года, когда гунны во главе с Аттилой вторглись в Западную Римскую империю; Авит убедил Теодориха вступить в союз с Римом, и объединённые силы Теодориха и Аэция победили Аттилу в битве при Каталаунских полях. Теодорих погиб в битве.

### Восхождение на трон
Поздней весной 455 года Авит был призван на службу императором Петронием Максимом и назначен военным магистром, судя по всему, презенталием; Максим отправил Авита в посольство ко двору Теодориха II, который сменил своего отца, в Толозу. Это посольство, вероятно, утвердило нового короля и его народ в качестве федератов Империи и попросило их поддержать нового императора.
В то время, когда Авит был при дворе Теодориха, пришло известие о смерти Петрония Максима (31 мая) и о разграблении Рима вандалами Гейзериха. Теодорих провозгласил Авита императором в Тулузе; 9 июля новый император был признан на собрании представителей семи галльских провинций в Угерне, неподалёку от Арелата, а позже, около 5 августа, до того, как Авит достиг Рима, он получил признание римского сената.
Авит оставался в Галлии в течение трёх месяцев, чтобы укрепить свою власть в регионе, который был центром его поддержки, а затем отправился в Италию с галльской армией, усиленной готскими контингентами. Вероятно, он отправился в Норик, чтобы восстановить имперскую власть в этой провинции, а затем прошел через Равенну, где оставил готский отряд под командованием Ремиста, вестгота, сделанного им военным магистром и патрицием. Наконец, 21 сентября он прибыл в Рим.

### Укрепление власти
Эффективная власть Авита зависела от поддержки всех основных игроков в Западной Римской империи в середине V века. Новому императору нужна была поддержка как гражданских учреждений, римского сената и восточно-римского императора Маркиана, так и армии и её командиров (генералов Майориана и Рицимера) и вандалов Гейзериха.
1 января 456 года Авит принял консульство, поскольку императоры традиционно становились консулами в первый год своего правления. Однако его консульство без коллеги не было признано восточным двором, который назначил собственных консулов, Иоанна и Варана. Тот факт, что императоры не договорились о выборе консулов показывает то, что, несмотря на все усилия Авита, направленные на получение признания Восточной империи, отношения между двумя половинами империи в это время не были оптимальными.

### Внешняя политика
Соглашения, заключенные Маркианом и договор 442 года между императором Валентинианом III и королём вандалов Гейзерихом, не смогли уменьшить количество вандальских вторжений и набегов вдоль италийского побережья. Авит собственными усилиями обеспечил временное зимнее перемирие с ними; но в марте 456 года вандалы уничтожили Капую. Авит послал Рицимера защищать Сицилию, и римляне дважды победили вандалов, один раз в сухопутном сражении под Агригентом, а другой — в морском сражении у Корсики.
Во время правления Авита вестготы расширились до Испании, номинально под римским разрешением, но фактически для продвижения своих собственных интересов. В 455 Авит отправил посла, комита Фронтона, к свевам, а затем к Теодориху II, чтобы попросить их официально признать римское правление. Когда свевы вторглись в Тарраконскую Испанию, вестготы напали на них и победили 5 октября 456 года на Парамской равнине, в двенадцати милях от Астурики, на берегах Урбика, и впоследствии оккупировали провинцию в качестве номинальных федератов империи.

### Падение
В то же время, недовольство населения Италии против Авита росло. Галло-римский император передал другим членам галло-римской аристократии многие ключевые посты государственной администрации, обычно занимаемые римлянами. Кроме того, население Рима, разорённое разграблением города, страдало от нехватки продовольствия из-за контроля вандалами морских путей, усугубляемого требованиями иностранных войск, прибывших с Авитом. Императорская сокровищница была почти пуста, и после расформирования вестготской стражи из-за давления со стороны народа Авит был вынужден выплатить им огромную плату, переплавив и продав бронзу некоторых статуй.
В расчёте на народное недовольство, роспуск императорской стражи и престиж, достигнутый благодаря их победам, Рицимер и комит доместиков Майориан восстали против Авита; император был вынужден покинуть Рим ранней осенью и двинуться на север. Рицимер приказал римскому Сенату низложить Авита, и организовал убийство военного магистра Ремиста во дворце в Классе, древнем порту Равенны, 17 сентября 456.
Авит перешёл к решительным действиям. Сначала он выбрал Мессиана, одного из сотрудников в его посольстве к вестготам, организованном Петронием Максимом, в качестве нового военного магистра; затем он, вероятно, отправился в Галлию (по словам Идация, в Арелат), чтобы собрать все имеющиеся у него силы (прежде всего, стражу вестготов, которую он недавно расформировал); наконец он возглавил своё войско против армии Рицимера, недалеко от Плаценции. Император и его сторонники вошли в город и напали на огромную армию во главе с Рицимером, но потерпев сокрушительное поражение и потеряв множество людей, включая Мессиана, Авит бежал 17 или 18 октября 456. Впоследствии Рицимер пощадил его, но заставил стать епископом Плаценции .

### Смерть
Галльские сторонники Авита, возможно, все еще признавали его императором, несмотря на его смещение. Сидоний Аполлинарий рассказывает о неудавшемся государственном перевороте в Галлии, организованном неким Марцеллом и, вероятно, направленным на то, чтобы вернуть Авита на трон. Современник Авита Идаций, живший в Испании, считал 457 год третьим годом его правления; причина и дата смерти Авита не известны, об этом существует несколько версий. Некоторые рассказывают, что римский сенат приговорил его к смерти, и поэтому он попытался бежать в Галлию, под официальным предлогом принесения пожертвования в базилику Святого Юлиана в Арвернии, его родине; по словам Григория Турского, он умер во время этого путешествия. Согласно другим источникам он был задушен или уморен голодом по приказу своего преемника. Авит умер в 457 году, или в конце 456 года, очень скоро после своего низложения, и был похоронен в Бривате, рядом с гробницей святого Юлиана.